# Shin Megami Tensei
Shin Megami Tensei (真・女神転生, littéralement Véritable réincarnation de la déesse) est un jeu vidéo de rôle sorti en 1992 et fonctionne sur Mega-CD, Super Nintendo, Game Boy Advance, PC-Engine CD et PlayStation. Le jeu a été développé et édité par Atlus.
Ce jeu est la suite de la série de RPG Megami Tensei sortie sur NES en 1987. Ces jeux étaient inspirés des livres de science-fiction Digital Devil Story Megami Tensei écrits par Aya Nishitani (西谷　史) ; Shin Megami Tensei y fait de nombreuses références, mais son spin-off Shin Megami Tensei: Digital Devil Saga n'a aucun lien avec ces histoires.

## Scénario
L'histoire commence au quartier de Kichijoji, à Tokyo. Un lycéen reçoit un Programme d'Invocation de Démons et découvre que la ville est envahie de démons. Ils ont été invoqués de l'Abysse par un certain Gotou, qui fomente un coup d'État. En réaction, les États-Unis ont envoyé un contingent armé ; l'affrontement entre ces deux forces militaires mènerait Tokyo à sa destruction…

## Système de jeu
Shin Megami Tensei est un RPG à la première personne. On dirige le héros à travers des couloirs et des portes, et on mène une équipe de cinq au combat contre les innombrables démons de Tokyo.
Outre le héros, il y a trois personnages humains, qui gagnent de l'expérience et des sorts au fil des combats et des niveaux gagnés. Ils peuvent équiper une épée, une arme à feu, des pièces d'armure. Leurs statistiques évoluent à la guise du joueur mais leurs sorts sont prédéterminés.
Certains démons (terme générique pour "créatures surnaturelles") peuvent être recrutés et lutter aux côtés des héros. Ils ne gagnent pas d'expérience, leurs compétences sont fixes, et les persuader de vous rejoindre est difficile et coûteux. Il faut commencer par entrer une série de réponses à leurs comportements ou questions, puis acheter leurs services, et pourtant il est pratiquement impossible de se passer de leur aide. Quand vous avez recruté deux démons ou plus, vous pouvez les fusionner en un nouveau démon.

## Personnages
Aucun des héros de Shin Megami Tensei n'a de nom prédéterminé ; c'est le joueur qui en décide quand il les rencontre en rêve.
Le héros : Un lycéen de dix-sept ans ordinaire. Son aventure commence quand il reçoit un Programme d'Invocation de Démons au réveil d'un rêve prémonitoire. Les choix que vous ferez en son nom modifieront son caractère et détermineront son Alignement, qui change la fin du jeu. Il ne dispose pas de magie.
L'héroïne : Une jeune femme de dix-huit ans qui mène un mouvement de Résistance pour mettre fin au le conflit opposant le commandant Gotou et l'ambassadeur Thorman. Elle rencontre le héros pendant que ce dernier recherche une fille portant le même nom qu'elle. L'héroïne est systématiquement du même alignement que le Héros et c'est l'allié qui reste le plus longtemps à vos côtés. Sa vie et sa force sont plus faibles par défaut, mais sa magie (essentiellement de soin et de Zan) est plus efficace et elle résiste mieux aux affections d'état.
Le héros Loi : Un jeune homme de dix-sept ans, qui vit dans le respect des lois et des personnes. Il a une petite amie, qui porte le même nom que l'héroïne et sera enlevée pour cela. Après avoir rencontré le héros dans un rêve, il le reverra dans la réalité lorsqu'ils seront arrêtés par la police pour servir de cobayes. Les deux garçons s'évaderont et tenteront de sauver la petite amie du héros Loi.
Le héros Chaos : Un solitaire de dix-sept ans qui parle de façon assez vulgaire. Persécuté par une bande de voyous, il ne vit que pour obtenir assez de force pour se venger. Il accompagne le Héros et le héros Loi pour obtenir cette force.
Yuriko : Une mystérieuse femme qui suit de près les mouvements du Héros et qui tente toujours de le séduire. Mais sa tendance à malmener l'Héroïne brisera ses chances en ce domaine.
Gotou : Un commandant charismatique qui fomente un coup d'état avec l'appui de puissants démons. Le coup d'état engendre l'intervention de l'armée américaine commandé par l'ambassadeur Thorman.
Steven : Un informaticien en chaise roulante vêtu de rouge. Il est l'inventeur du Système d'Invocation de Démons, conçu pour juguler l'invasion de démons provoquée par une autre de ses inventions, le Tokyo Net Terminal. Il est basé sur le physicien théoricien Stephen Hawking.

## Parution
Shin Megami Tensei a d'abord été publié au Japon sur Super Famicom en 1992.
Le jeu a été réédité sur PlayStation en 2001, toujours au Japon et non aux États-Unis ni en Europe, pour une campagne publicitaire avant la sortie du troisième Shin Megami Tensei, Nocturne (ou Lucifer's Call en Europe).
En 2014, le jeu est sorti sur iOS aux États-Unis et en Europe. Il s'agit de la première traduction anglaise officielle d'un Megami Tensei antérieur à la Playstation.